# Štědrý den
Štědrý den, který připadá na 24. prosince, je posledním dnem adventu. Vrcholí Štědrým večerem, který je jakožto předvečer slavnosti Narození Páně (25. prosince) již považován za součást Vánoc. Se Štědrým dnem a zejména Štědrým večerem je spojeno množství předkřesťanských i křesťanských vánočních zvyků a pověr, například štědrovečerní večeře, rozsvěcování vánočního stromečku a rozbalování dárků nebo pověra, že kdo se během dne postí, uvidí večer zlaté prasátko.
Štědrý den není církevním svátkem. Připadne-li na tento den na neděli, je to čtvrtá neděle adventní. Štědrý večer se však již liturgicky počítá k slavnosti následujícího dne (a tedy už k Vánocům) jakožto jeho vigilie a je tak pro něj předepsána zvláštní mše, která doplňuje tři další mše sloužené na samotnou slavnost Narození Páně (v noci, za svítání a ve dne).

## Štědrý den v Česku
Mezi občanské československé svátky byl Štědrý den zařazen zákonem č. 167/1990 Sb., účinným od 10. května 1990, kdy se stal dnem pracovního klidu, a to na základě návrhu poslance Ivana Fišery. Po rozpadu Československa s koncem roku 1992 převzalo samostatné Česko beze změn československý zákon, který platil až do roku 2000. Na základě nového svátkového zákona č. 245/2000 Sb., s účinností od 9. srpna 2000, byl 24. prosinec coby Štědrý den zařazen mezi ostatní svátky.
Na Štědrý den je od roku 2016 podle zákona č. 223/2016 Sb. zakázán po 12. hodině prodej v obchodech, od listopadu 2019 se zákaz týká pouze maloobchodního prodeje (s výjimkami definovanými v zákoně). Maloobchodní prodejny s prodejní plochou 200 m² a více tak musí mít 24. prosince ze zákona zavřeno, a to od 12 do 24 hodin.

### Nejstarší lidové tradice
Některé lidové zvyky, provozované 24. prosince, pocházejí dokonce ještě z předkřesťanské doby. Kolem roku 1400 popsal sedm nejběžnějších českých lidových tradic, spojených se Štědrým večerem, benediktinský mnich Jan z Holešova. Těmito zvyky byly:
- půst,
- pohoštění a almužna,
- vzájemné obdarování zabalenými dary,
- podávání bílého pečiva v podobě klínu či pletence (patrně vánočka),
- pojídání a krájení ovoce,
- chození na koledu a karneval masek,
- kladení slámy na podlahu kostelů a příbytků.

Jan z Holešova si byl vědom toho, že některé popisované zvyky mají pohanský původ, avšak jejich udržování podpořil citáty z bible, pokud jejich smyslem byla oslava Narození Páně. Učený benediktin naopak ostře kritizoval, že někteří lidé tyto zvyklosti provozují z pohnutek, které jim "našeptal ďábel", tj. z touhy po majetku, touhy poznat budoucnost a posílit moc kouzel: „Vskutku nikdy v celém roce se neprovozuje tolik a takových kouzel jako o tomto svátku. A proč je tomu tak? Protože je to veliký svátek, proto chce také ďábel mít z něho veliký podíl. Proto vkládá lidem do mysli přesvědčení, že pro velikost tohoto svátku mají i jejich kouzla větší moc.“ 

### Štědrodenní obyčeje
Štědrý den začínal poslední adventní jitřní mší (roráty), při nichž byly požehnány ozdoby z přírodních materiálů, kterými se zdobila domácnost.
Katolický liturgický kalendář dříve předepisoval na tento den přísný půst, takže se přes den buďto vůbec nejedlo, nebo se podával jen velmi sporý oběd postního charakteru (dle zvyků kraje či rodiny hubník, kuba, muzika či jen nějaká řídká polévka). Dětem se říkalo, že když vydrží celý den nejíst, uvidí večer zlaté prasátko. Přestože dnešní kalendář tento půst již neukládá, v řadě katolických rodin se stále dodržuje na zvykové či dobrovolné bázi.
Vánoční stromek nemá v Česku dlouhé tradice, protože se v měšťanských rodinách začal prosazovat až ve 40. letech 19. století. Stromeček se zdobil cukrovím, výrobky ze dřeva, perníku, pečiva a ovocem především jablky. Skleněné ozdoby se začaly vyrábět až později a mohly si je dovolit pouze bohaté rodiny.
Štědrý den jako takový patří ještě do adventu, s vyjitím první večerní hvězdy začínají Vánoce.
Po večeři bylo zvykem zpívat koledy a případně rozdávat dárky. Nadělování dárků bylo původně spjato s 6. prosincem, památkou svatého Mikuláše, avšak postupně se tento zvyk téměř úplně přesunul na Vánoce. Tradičně je ten, kdo „naděluje dárky“, nazýván Ježíšek, čímž se vyjadřuje víra, že vše dobré, co člověk dostává, má od Boha. Původně totiž zbožní rodiče odpovídali dětem, které jim děkovaly za dárky, ať poděkují Ježíši, díky kterému má rodina vše, co potřebuje.
K Štědrému večeru se pojí také řada tradičních obyčejů, pomocí nichž se naši předkové snažili odhadnout průběh nového roku. Mezi tyto zvyklosti patří schování kapří šupiny pod talíř, pouštění lodiček, rozkrajování jablka, házení pantoflem, klepání střevícem na kurník, barborky, lití olova apod. Ke Štědrému dni se v minulosti pojila též řada zákazů toho, co by se nemělo dělat. Například se věřilo, že se neměly vykonávat žádné domácí práce, jako například praní či předení. Praní by totiž mohlo způsobit nemoc dobytka a předení neplodnost ovocných stromů. Rovněž se doporučovalo v tento den neodnášet nic z domu, neboť by se tak z domu odneslo i štěstí.
V katolické církvi večer Štědrého dne představuje již začátek oslavy Narození Páně, která připadá na 25. prosince (tzv. vigilie). Proto den tradičně končí půlnoční mší, kterou začíná samotná církevní oslava narození Ježíše Krista.
Hlas půlnočních zvonů má prý kouzelnou moc, jejich hlasem se o štědrovečerní noci otevírají poklady a probouzejí mrtví. Více o tom viz Pověsti o zvonech.

### Štědrovečerní hostina

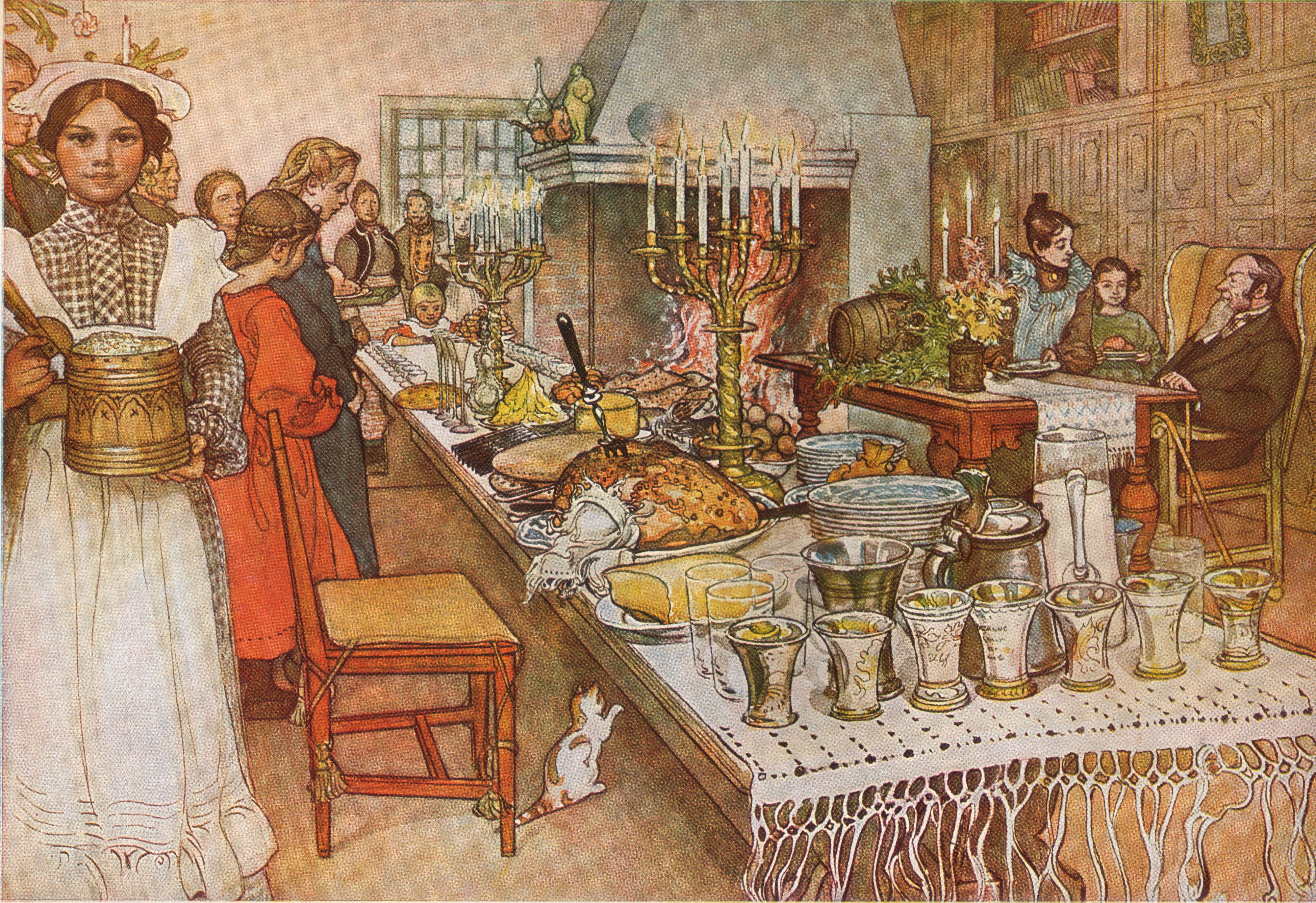
Štědrovečerní hostina 1904, kresba od Carla Larssona

Večeře v Česku tradičně začíná rybí polévkou, jako hlavní jídlo se podává obvykle kapr nebo (pro ty, co ryby nejedí) vinná klobása. I se štědrovečerní večeří se pojí krajově mnoho obyčejů, které do určité míry přežívají, neboť dnes je tato večeře nejvýznamnějším rodinným společným jídlem celého roku.
Kapr coby hlavní večerní jídlo však v českých zemích nemá dlouhou tradici. Štědrý den zůstával postním dnem, a proto i charakter jídla byl postní; za maso se ovšem nepokládalo maso rybí. To však bylo v 18. století dražší než ostatní druhy masa, a proto většina domácností musela dávat přednost levnějším alternativám. Nejedl se pouze kapr, ale např. i lín, sumec a jiné sladkovodní ryby; obvykle byly připravovány nasladko.
Kapr se stal běžným štědrovečerním jídlem teprve ve 2. polovině 19. století, neboť jej cenová regulace učinila dostupným pro široké vrstvy obyvatelstva. Klasickým způsobem přípravy – nejstarší dochovaný recept je z roku 1810 – je kapr na černo, který se připravoval tři dny a pekl se v omáčce z mandlí, rozinek, perníku, povidel, ořechů a sladkého piva. Podával se se šiškami, později s knedlíky. Tento recept však postupně kvůli své složité přípravě zcela z jídelníčku zmizel. Do české kuchyně však z rakouské kuchyně přišel kapr smažený, na něhož nacházíme recept v Domácí kuchařce od Magdalény Dobromily Rettigové z roku 1895.
Ke kapru se jako příloha podává bramborový salát, který ovšem taktéž nemá v české kuchyni dlouhou tradici. Rodinné recepty na salát jsou velmi rozmanité; základ tvoří brambory, petržel, celer, mrkev, hrášek, cibule, kyselé okurky spojené majonézou, avšak mohou se do něj přidávat též např. vejce, salám, šunka či sýr. V předválečných kuchařkách nenalezneme na bramborový salát recept, odborníci se domnívají, že se v české kuchyni objevuje až někdy během 2. světové války a že jeho původ tkví zřejmě v ruské kuchyni.

### Televizní program
V Česku se v televizi obvykle vysílají pohádky (Tři oříšky pro Popelku, Zlatovláska, O princezně, která ráčkovala, Princezna se zlatou hvězdou, Pyšná princezna, Šíleně smutná princezna, S čerty nejsou žerty, …), ale i staré české i zahraniční komedie a muzikály (Pelíšky, Sám doma, Láska nebeská, Prázdniny a další).
Česká televize od roku 1993 vysílá na Štědrý večer tradičně premiéru televizní pohádky nebo televizní premiéru pohádky, která byla předtím v kinodistribuci, od roku 2020 pak během odpoledne Štědrého dne také pohádku ve znakovém jazyce.

## Štědrý den ve světě
Podle tradice nosí dárky v Německu, Rakousku a v německy mluvících částech Švýcarska podobně jako v Česku Ježíšek (Christkind, Jesulein). Podobná zvyklost panuje i v Horním Slezsku, kulturně původně německém, kde dárky přináší Děťátko (Dzieciątko).
V různých polských regionech dárky přináší vždy někdo jiný. Kromě Děťátka (Slezsko) je to Gwiazdka (Hvězdička, zřejmě první hvězda na obloze), sv. Mikuláš (św. Mikołaj, Mazovsko), Andílek (Aniołek, Malopolsko, Těšínsko), Gwiazdor (stařec s holí, Velkopolsko).
Ve Spojených státech amerických vozí dárky Santa Claus. Obdarovaní je najdou ráno 25. 12. Létá vzduchem na saních, které jsou tažené kouzelnými soby. Tato tradice pomalu zasahuje i do některých zemí Evropy. Tradice se prosadila i ve Velké Británii nebo Austrálii, ale je rozšířená i v západní Evropě.
Ve Francii nosí dárky Père Noël.
Ve Španělsku nosí dárky Tři králové (Los Reyes Magos). Ti však chodí až 6. ledna, takže Španělsko částečně přejímá Santa Clause, který se tu jmenuje Papa Noel.
V Rusku se nenaděluje na Štědrý den, ale na Nový rok přináší dárky Děda Mráz, který přijíždí za doprovodu Sněhurky na saních.

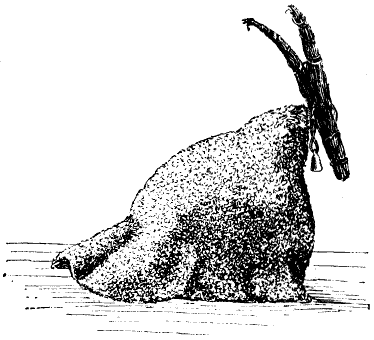
Finský Joulupukki

Ve Finsku navštěvuje děti Joulupukki, což je postava oděná do kozlí kůže bydlící v Laponsku. Tato tradice připomíná českého Mikuláše.
Zvláštností je tradice na Apeninském poloostrově – zde naděluje dárky žena, hodná čarodějnice Befana. Ta ale dárky rozdává až 6. ledna, a proto se i zde stále víc projevuje vliv Santy Clause, stejně jako v ostatních evropských zemích.
V Dánsku nosí dárky skřítci, kterým zde říkají nisser.
V Belgii a Nizozemsku dárky naděluje Sinterklaas nebo Saint Nikolas
V Itálii jsou dárky spojené s osobou obdobnou Santu Clausovi – Babbo Natale
Ve Švédsku nosí dárky přihrblý dědeček Jultomten (Vánoční muž) za pomoci vánočních skřítků Julnissarů.